# قفزات فانج لون الثلاث
قفزات فانج-لون الثلاث (بالألمانية: Die drei Sprünge des Wang-lun) هي رواية تاريخية من تأليف الكاتب الألماني ألفرد دوبلن. الرواية تحكي عن اضطراب وثورة حصلت في الصين في القرن الثامن عشر. وهذه الرواية التاريخية الملحمية كانت رواية دوبلن الثالثة وهي الأولى التي نُشرت على شكل كتاب في عام 1916 (وتؤرخ كذلك إلى عام 1915). الرواية حصلت على استحسان النقاد وحصدت للمؤلف جائزة "Fontane".

## وصلات خارجية
- قفزات فانج-لون الثلاث، على جوجل بوكس. (بالإنجليزية)
- قفزات فانج-لون الثلاث، على أرشيف الإنترنت. (بالإنجليزية)
- قفزات فانج-لون الثلاث، على مشروع جوتنبرج. (بالإنجليزية)